# 李·斯特拉斯伯格
李·斯特拉斯伯格（Lee Strasberg），原名以色列·李·斯特拉斯伯格（Israel Lee Strassberg；1901年11月17日—1982年2月17日）是一名波兰裔美国演员、导演，1931年创办组合剧院，1951年成为演员工作室的导演，1969年开办李·斯特拉斯伯格戏剧和电影学院。